# Az ötödik elem
Az ötödik elem (franciául: Le cinquième élément, angolul: The Fifth Element) egy könnyed hangulatú 1997-es francia-brit sci-fi-akciófilm Luc Besson rendezésében, Bruce Willis, Milla Jovovich, Gary Oldman, Ian Holm, Chris Tucker és Luke Perry főszereplésével. A film látványvilágának erős európai stílusú képregényáthallása van, ezt Jean Giraud (Moebius) és Jean-Claude Mézières tervezte. A film Eric Serra által komponált zenéje mára legendássá vált, kiváltképp a földönkívüli díva, Plavalaguna operaéneke.

## Szereposztás
| Szereplő                   | Színész                 | Magyar hang       |
| -------------------------- | ----------------------- | ----------------- |
| Korben Dallas              | Bruce Willis            | Dörner György     |
| Leeloo                     | Milla Jovovich          | Orosz Helga       |
| Jean-Baptiste Emanuel Zorg | Gary Oldman             | Gálffi László     |
| Vito Cornelius atya        | Ian Holm                | Sinkó László      |
| Ruby Rhod                  | Chris Tucker            | Geszti Péter      |
| Billy                      | Luke Perry              | Széles Tamás      |
| David                      | Charlie Creed-Miles     | Bolba Tamás       |
| Lindberg elnök             | Tommy "Tiny" Lister Jr. | Both András       |
| Munro tábornok             | Brion James             | Láng József       |
| Fog                        | Lee Evans               | Szokol Péter      |
| Jobbkéz                    | Tricky                  | Jakab Csaba       |
| Pacoli professzor          | John Bluthal            | Dobránszky Zoltán |
| Staedert tábornok          | John Neville            | Versényi László   |
| Rabló                      | Mathieu Kassovitz       | Fesztbaum Béla    |
| Plavalaguna díva           | Maïwenn                 | Détár Enikő       |

## Cselekmény
|  | Alább a cselekmény részletei következnek! |

Minden ötödik évezredben, mikor három bolygó egy vonalban áll, a gonosz testet ölt és a fényt sötétséggel, az életet halállal fenyegeti. E gonosz elleni fegyvert egy egyiptomi templom rejti. A fegyvert az univerzum öt elemének együttes ereje aktiválja: az első négy a víz, a tűz, a föld és a levegő, amik háromszögű kövekben öltenek formát, s az ötödik elem egy fenségesebb lény, emberi testbe zárva, de fejlettebb génállománnyal. Ezen öt elem együtt életre hívja az Isteni Fényt, ami eltünteti a Végső Gonoszt újabb ötezer évre. A mondoshawanok helyezték e fegyvert a Földre, egy régi és titokzatos faj. A gonoszról és a fegyverről való tudást generációról generációra adják tovább a mondoshawanok szolgálatában álló papok.
1914-ben a mondoshawan őrzők eljöttek a kövekért, mert azok már nem voltak biztonságban itt a közelgő első világháború miatt. Háromszáz évvel később, mikor a Végső Gonosz ismét fenyeget, a Szövetségi Hadsereg csatahajója érkezik elébe. A parancsnok kiadja az utasítást a tüzelésre, de a Gonosz csak nagyobb lesz tőle, s bekebelezi a hajót a legénységgel együtt. A kormány engedélyezi a mondoshawanok visszatérését, hogy segítsenek a Gonosz legyőzésében, magukkal hozván az elemeket a Földre. Ám a rettegett fegyvergyártó, Jean-Baptiste Emmanuel Zorg, akit a Végső Gonosz (vagy ahogy ő ismeri, Mr. Árnyék), megbízott a kövek megszerzésével, elrendeli az elemeket szállító mondoshawan űrhajó elpusztítását. Az összes mondoshawan halálát leli, mikor a szétlőtt hajó egy holdra zuhan, de a földieknek sikerül megmenekíteniük egy kezet. Regenerálják, hogy a Feljebbvaló Lényt visszahozzák az életbe; egy vörös hajú, bámulatos energiával rendelkező, okos és gyönyörű nőként jelenik meg, aki az univerzum minden lelkének utolsó reménye. A nő rögvest megszökik a laboratóriumból, s a mélybe veti magát, egyenesen Korben Dallas repülő taxijába. Dallas egy háborús hősből lett taxisofőr.
Korben, aki korábban a Szövetségi Hadsereg elit különleges alakulatának őrnagya volt, elviszi a nőt a Gonosz természetét ismerő Vito Cornelius paphoz, s ott kiderül, hogy a tökéletes lény neve Leeloo Minai Lekatariba-Laminai-Tchaii Ekbat De Sebat (röviden Leeloo). Leeloo elárulja Corneliusnak, hogy az első négy elem nem volt rajta a szétlőtt hajón. Helyette a Mondoshawanok egy földönkívüli operaénekesnőre, Diva Plavalagunára bízták a megőrzését. Leeloonak a Fhloston bolygón kell kapcsolatba lépnie a Dívával, ahol az énekesnő egy jótékonysági esten lép fel.
Mivel a mangalorok, egy ork-szerű faj, akiket Zorg bérelt fel, a négy elem nélkül tértek vissza, Zorg nem hajlandó fizetségben részesíteni őket, de egy fegyvercső meggyőzi egy ZF1-es fegyvereket tartalmazó láda átadására. Ám egy kíváncsi mangalor megnyom egy piros gombot az egyik kéziágyún, ami egy bomba kibiztosítójának bizonyul. A túlélő mangalorok bosszúra éhesek.
A kormány szintén értesül a Díváról a Mondoshawanoktól, ezért úgy döntenek, újra szolgálatba állítják Dallast, s elküldik őt a kövekért. Hogy eljuttassák a Fhlostonra, „megvesznek” egy vetélkedőt, aminek jóvoltából a nyertes két jegyet kap a bolygóra. Négy ember próbálkozik Korbenként feljutni a járatra: a valódi; Cornelius tanítványa, David, Leelooval; Zorg embere, Jobbkéz (akit kudarca után Zorg felrobbant a telefonfülkével együtt) és két alakváltó mangalor harcos (akik azért akarják maguknak a köveket, hogy alkuba kényszerítsék Zorgot). Végül Dallas és Leeloo száll fel együtt a gépre, amin ott van a piperkőc rádiós DJ, Ruby Rhod is. Cornelius, mivel David helyett az igazi Korben szállt fel Leelooval, jegy nélkül titokban felkapaszkodik a szellőzőrendszerbe.
Rögtön azután, hogy koncertet adott a Fhloston légkörében pályára állt űrhajón, Plavalagunát a közben kitört lövöldözésben véletlenül lelövik a mangalorok, akik át akarják venni az irányítást a hajó felett. Zorg is megérkezik, hogy maga szerezze meg a köveket. Egy nukleáris bombát helyez el az űrhajó hoteljében, s magához veszi a Díva szobájában talált faládát, abban a hitben, hogy az elemek abban vannak. Távozásakor rátalál Leeloora (aki egész este a mangalorok ellen harcolt). A nő a szellőzőjáratba ugrik, ám a plafonon keresztül lövéseket kap és megsebesül. Miután Zorg elhagyja a dokkot, éktelen haragra gerjed, felfedezvén, hogy a kövek nincsenek nála.
Azt követően, hogy magához vette a négy elemet valódi rejtekhelyükről – a Díva testéből –, Korben megfékezi a mangalorokat, megölve a szörnyek vezetőjét. Ezután a hotel bombadetektora észleli a Zorg által elhelyezett robbanószerkezetet, s a vendégek a hotel/hajó elhagyására törekszenek. A haragos Zorg visszatér a hotelbe, miközben mindenki menekül, és ő hatástalanítja a bombáját az utolsó pillanatban, de egy mangalor túlélő saját pokolgépét beindítva megöli őt.
Ezalatt Lindberg elnök, a Szövetségi Területek vezetője alkalmazottaival ünnepli Korben sikeres küldetését. Az öröm azonban megszakad, amikor az egyik tudós értesíti az elnököt, hogy a Gonosz (most egy 1200 mérföld átmérőjű tűzgolyóként) helyzetet változtatott, és a Föld felé tart felgyorsulva. Korbennek csak két órája marad a fegyver előkészítésére.
Mialatt Korben, Leeloo, Cornelius és Ruby Rhod a Föld felé tart Zorg hajóján, a Végső Gonosz egyre közelebb kerül a bolygóhoz. Leeloo közben rákeres a “háború” szóra a hajó számítógépén, s elborzasztja az emberiség kegyetlensége.
Már csak tizenöt perc marad hátra, mikor a csapat megérkezik a fegyver helyére. Leeloo nem akarja megalkotni az Isteni Fényt. “Mi végre az élet megmentése, ha mást se csináltok, csak elpusztítjátok?” De Korben biztosítja róla, hogy akad olyan dolog, amit érdemes megmenteni, úgymint a szerelem, s elárulja a nőnek, hogy szereti. Megcsókolják egymást, az Isteni Fény formát ölt és megállítja a Végső Gonoszt, csupán 100 km-rel a becsapódás előtt. Az elkérgesedik, majd egy ártalmatlan második holddá alakul.
Másnap reggel Lindberg elnök embereivel a Nukleologikai Központba látogat, hogy köszönetét fejezze ki Korbennek. Ám Dallas épp nem ér rá, mivel Leelooval van elfoglalva a regenerációs kamrában…
|  | Itt a vége a cselekmény részletezésének! |

## A zene
Eric Serra kísérőzenéjében akad néhány arab dal. A népszerű taxiüldözéses jelenet zenéje, a "Alech Taadi", Khaled előadásában nem található meg a filmzene-albumon, ugyanakkor Khaled N'ssi N'ssi című lemezén meghallgatható.
Plavalaguna előadásának második felében mind a zene és az ének klasszikus stílusból drámai hirtelenséggel technóra vált át. Ezt a váltást Leeloo és a mangalorok harcának jelenetei kísérik, felváltva mutatva a Dívát és Leeloot kétségbeesett küzdelme közben, a zenét a vágásokhoz koreografálva. Az első rész (Lammermoori Lucia) és a második rész (A Díva tánca) külön számként szerepel Az ötödik elem hivatalos filmzene-albumán, de egymást követik, és egynek hat a két szám, ahogy a filmben is. Az első rész vége egy apró átmenettel olvad bele a második kezdetébe.
A Díva tánca opera-performansz a Lammermoori Luciából használ fel zenét (harmadik felvonás, Őrület-ária, "Oh, giusto cielo!...Il dolce suono"). Az énekhangot Inva Mula-Tchako albán operaénekesnő szolgáltatja, ugyanakkor Plavalagunát Maïwenn francia színésznő alakítja. Mivel Plavalaguna űrlény, a zenében akad néhány vokalizáció, amit fizikailag lehetetlen előadni, így ezeket digitálisan módosították.
A koncertjeleneteket a Covent Gardeni Royal Opera Houseban vették fel, kivéve azokat a momentumokat, amikor a Díva mögött feltűnik a Fhloston bolygóra néző űrhajó ablaka.

## Képgaléria
A filmben használt modellek és kellékek.

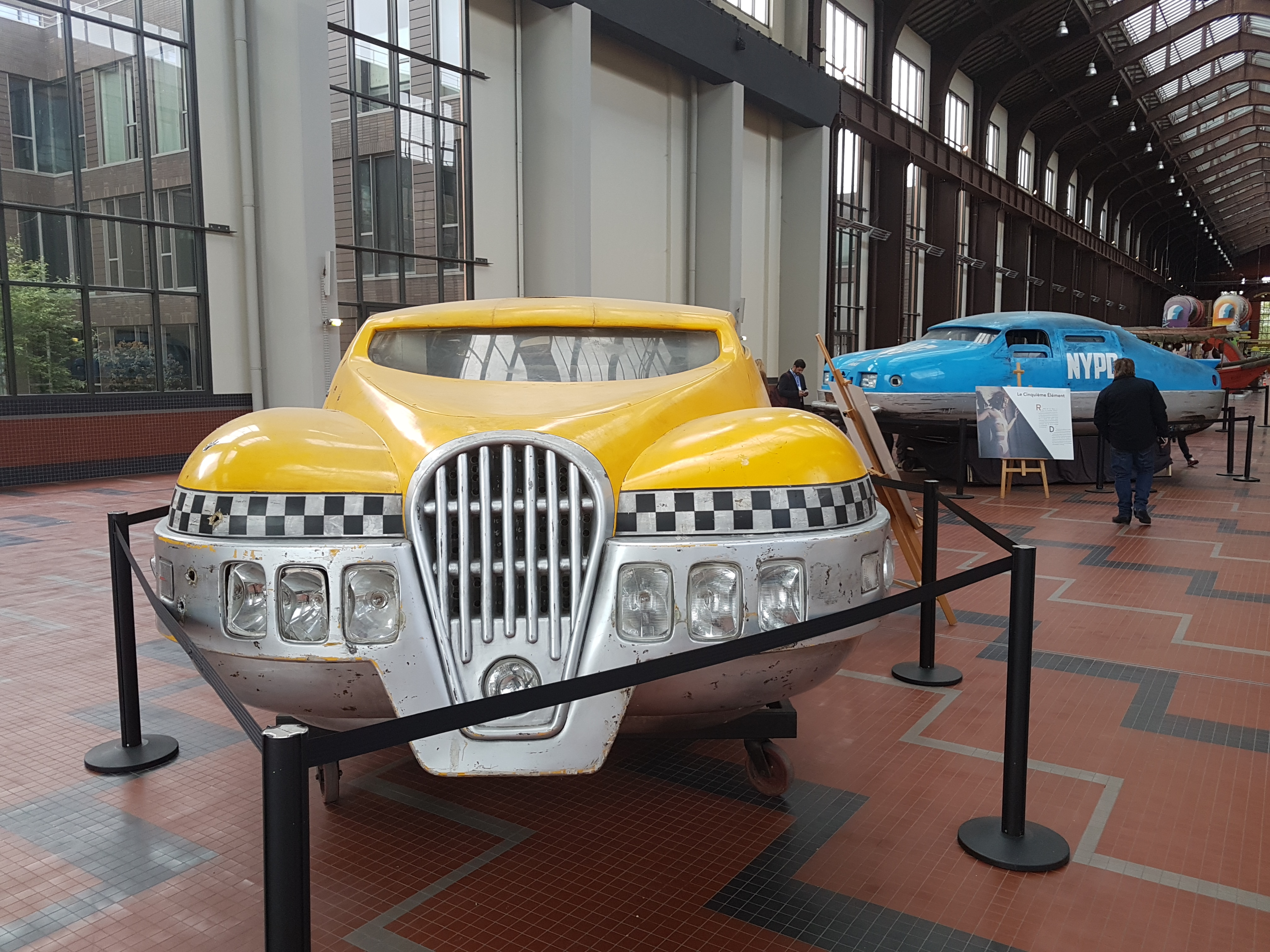
A film autói (Párizs, 2017)
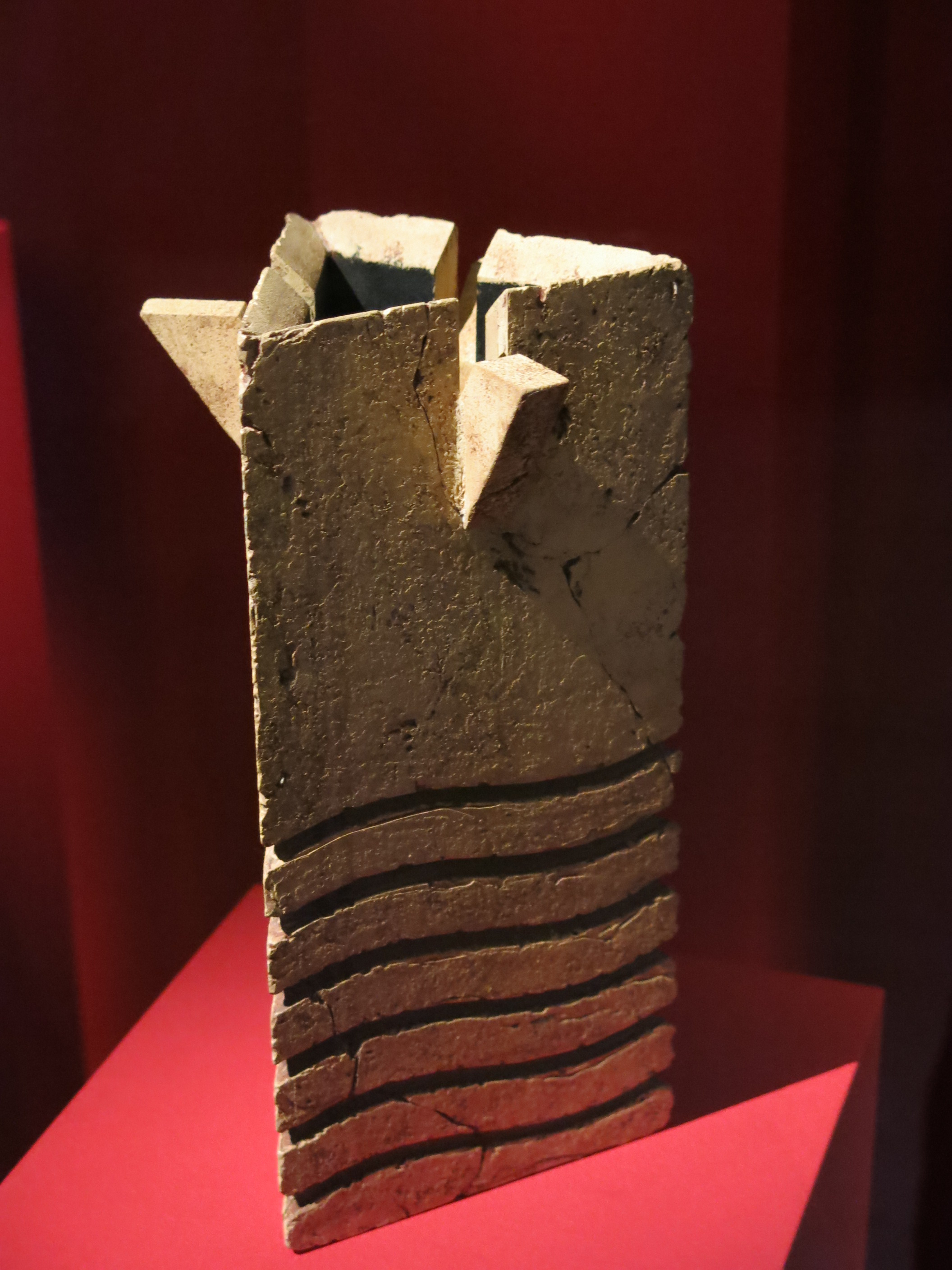
A négy kő egyike, itt „aktivált” állapotban
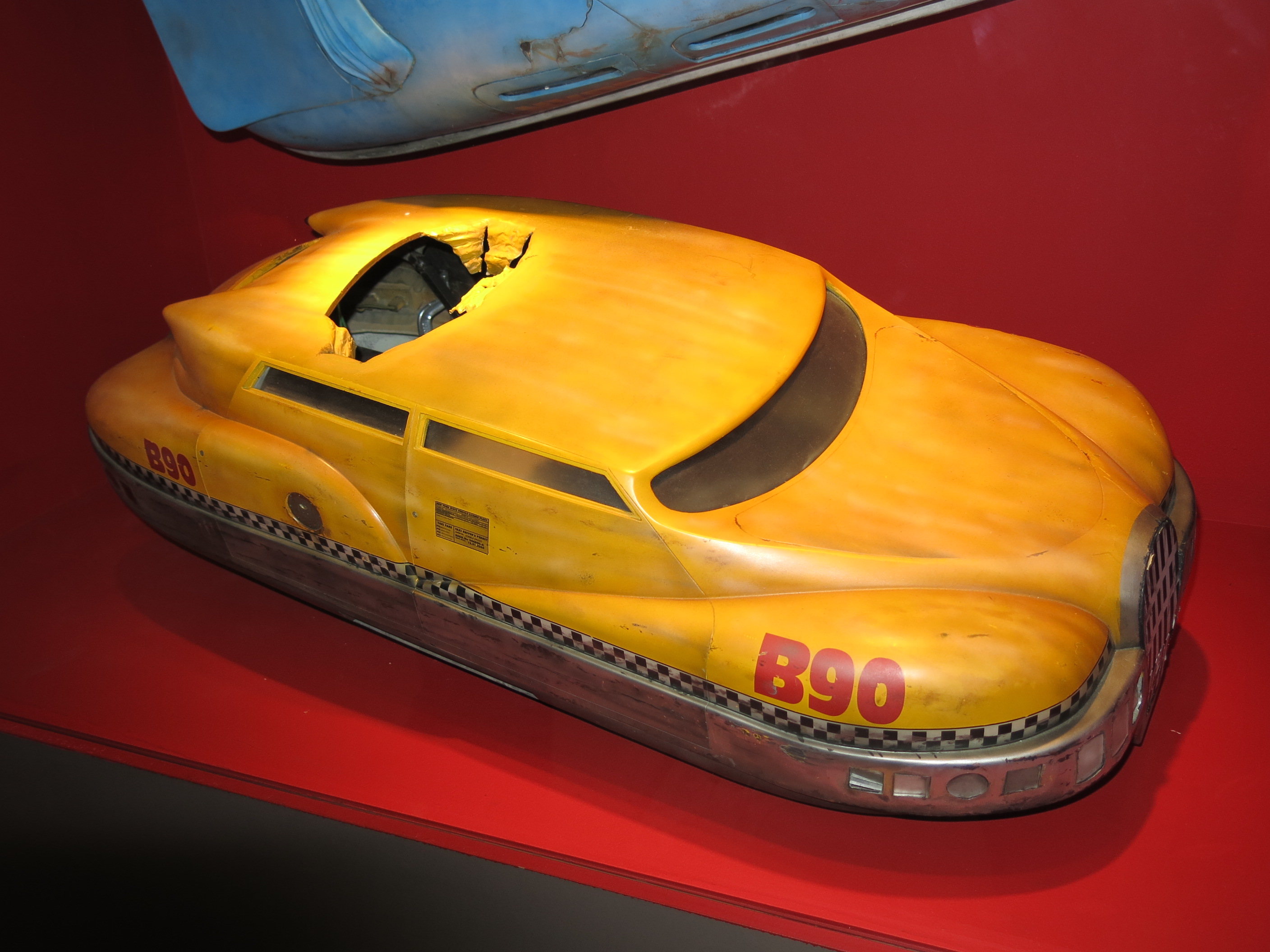
Korben taxijának makettje

## Érdekességek
- A film címe az ókori görög filozófusokig vezethető vissza, akik "(alap/ős)elem"-nek (arkhé) nevezték azokat a dolgokat, amikből a világ keletkezett és amik minden mást alkotnak. Különböző filozófusok különféle őselemeket neveztek meg, de a föld, a tűz, a víz és a levegő közül néhány sokuknál előfordul. Öt alapelemre Arisztotelész természetfilozófiája épül (az említett négy mellett az ötödik elem nála az éter volt).
- A film egyik fő karaktere Leeloo - a neve Lilit egy változata, aki sumer istennő illetve Bibliai démon.
- Noha a film angol nyelvű és a futurisztikus New Yorkban játszódik, francia–brit produkció, nagyrészt az angliai Pinewood Studiosban készült, néhány mauritániai felvétellel.
- Habár a történet 300 évet ugrik előre 1914-ből, a jövőkép 2263-ban játszódik, majdnem 350 év múlva.
- A filmben beszélt isteni nyelvet Luc Besson rendező találta ki. Milla Jovovich megtanulta folyékonyan beszélni.
- Az egyik jelenetben Zorg Nietzschétől idéz: "Ami nem öl meg, erősebbé tesz." Bruce Willisnek van egy albuma ezen a címen, amit a nyolcvanas évek közepén rögzített.
- A jövőbeli New York Cityben még megtalálható a Central Park eredeti méretében és helyén, de 30,5 méterrel a felszín fölött.
- Egy rövid felvételen látható a New York-i kikötő, illetve hogy jóval kevesebb a víz (a Szabadság-szobor szigete már kapcsolódik a szárazföldhöz). Eszerint vagy a föld emelkedett meg, vagy a víz szorult vissza. Ugyanakkor űrbeli jeleneteken látszik, hogy a Földön még megvannak az óceánok.
- Korben sosem találkozik Zorggal a film folyamán, de még csak nem is tudnak egymásról. Korben Zorg egy kisebb cégének alkalmazottja volt, de az egymilliós leépítésnél elbocsátották. Csak Cornelius találkozik Zorggal, Korben összes ütközete a mangalorokkal történik. Leeloo az egyetlen szereplő, aki megküzd Zorggal.
- Vizuális motívumként Korben gyakran látható egy hatalmas háromszöggel, Zorg pedig egy hatalmas körrel a háta mögött.
- Mikor az ABC először adta le Az ötödik elemet, digitálisan eltávolították a filmben szereplő sárga boltíveket, mivel a tv-ben a McDonald’s szponzorként működött közre.
- Korben Dallas lakásában észrevehető a falon a brazil nemzeti labdarúgócsapat egyesületének zászlaja.
- Korben Dallas eredetileg egy rakétagyári munkásnak indult. Mikor a film előkészületei leálltak a kilencvenes évek elején és Besson a Léon, a profiba kezdett Jean Renóval, Jean-Claude Mezieres képregényrajzoló, aki Az ötödik elem designere, folytatta a The Circles of Power rajzolását, a Valérian: Spatio-Temporal Agent sorozat 15. részét. Ebben szerepelt S'Traks, egy repülő taxit vezető karakter. Bessonnak ez megtetszett, így felhasználta az ötletet filmjéhez.
- A forgatókönyv eredeti változatában Zorg szembekerül Korbennel és a többiekkel a hotelben. Nem sikerül megölnie őket, mivel kifogy a lőszer a ZF1-eséből. Korben és csapata elmenekül, s Zorg aktiválja fegyvere védőmezőjét. Túléli az űrhajó megsemmisülését és a Fhloston bolygóról megkísérli felhívni titkárnőjét egy új űrhajóért, ám a ZF1 telefonjának elemei lemerülnek. Ez a verzió olvasható a regényváltozatban.
- A DVD-n a halláskárosultak részére készült angol feliratban Leeloo következő mondatait olvashatjuk: "Mlarta", "Big Ba-Dah Big Boom", "Akta", "Seno Akta Gamat", "San agamat chay bet. Envolet", "Danko", "Domo Danko" és "Apipoulai". A többi helyén az "ismeretlen nyelv" felirat áll, illetve adott esetben az "isteni nyelv".
- A film bővelkedik a Csillagok háborújára tett utalásokban. A nyitójelenet utánozza A Birodalom visszavágét, ahol a birodalmi rohamosztagosok Boba Fettel elszállítják Han Solo lefagyasztott testét Felhővárosból. Egy katonanőnek hasonló a haja Leia hercegnő Egy új reménybeli hajviseletéhez, bár a nő, ironikus módon, egy trampli. A pap jelmeze rendkívül emlékeztet Obi-Wan Kenobi ruhájához a IV. részből. Vito Cornelius szerzetes szintén megfelel Obi-Wan Kenobi karakterének, mint a főszereplő segítője, illetve egy ősi rend utolsó képviselője. A szövetségi hadihajó tervezése hasonló a Birodalmi Csillagrombolókéhoz. A mangalor szó hasonlatos a Star Wars-univerzum mandalore vagy mandalori szavaihoz. Plavalaguna pedig egy twi'lekre emlékeztet.
- Az ideges rabló-jelölt, aki megtámadja Dallast, mikor az elhagyná a lakását, Mathieu Kassovitz francia filmrendező és színész, Luc Besson jóbarátja.
- Az ötödik elemet Super 35 mm-es formátumban vették fel.
- Egyfajta digitális viccként a repülő autók rendszámára a "New York, a baszd meg állam" feliratot írták. Természetesen ezt a néző nem látja.
- Dallas lakásában látható néhány manga-kiadás, köztük Osamu Tezuka Adolfja és a Sanctuary Fumimura Shótól és Ikegami Ryoichitől.
- A kormánynál ülő rendőrt a McDonald'snál lebegő autóban Mac McDonald amerikai színész alakítja, aki Frank Hollister kapitányt játszotta a brit Red Dwarf című sorozatban.
- A bemutató tájékán az a hír járta, hogy a film egyike egy kétrészes filmsorozatnak, s a második rész címe Mr. Árnyék lenne (a Végső Gonosz neve után). Ilyen film azonban nincs tervbe véve.
- A film jelmezeit a francia divattervező, Jean-Paul Gaultier alkotta.

## Az ötödik elema zenében
A Trapped Within Burning Machinery nevű, kaliforniai sludge/doom metal zenekar The Filth Element című albumának dalcímei és szövegei a film világához kapcsolódnak.